# Асанское восстание
Асанское восстание — восстание казахов против насильственной коллективизации, кампании по сбору сельскохозяйственных продуктов и скота. Произошло в августе — сентябре 1930 года в Казалынском районе Кызылординской области. 
Явилось продолжением Кызылкумского восстания (весна 1930 года), которое возглавлял ишан Акмырза Тосов, Участники восстания — выходцы из отделения Асан подрода Жакаим рода Шекты крупного племени Алшын — Младшего жуза. Поводом к восстанию послужил арест сотрудниками ОГПУ жителей 22-го аула Д.Асанова, Ж.Тлеубаева, А.Калдыбаева и Б.Тлеулиева, отказавшихся платить налог на зерно. Крестьяне освободили их силой. К восставшим примкнули аулы № 19, 20, 21, 23, 24, 25 и соседнего Аральского района. Число участников достигло почти 1000 человек. Возглавил восстание имам Максым Орымбетов (в данных ОГПУ — Сырымбетов). 4 сентября 1930 года восставшие оказали сопротивление войскам ОГПУ. Погибли 40 человек, в том числе и имам Максым Орымбетов. Асанское восстание было подавлено, 98 человек арестованы и 31 человек объявлен в розыск.
19 ноября 1930 года Жумаш Тлеубаев, 20 ноября 1930 года Абдыкалык Иимбетов, и 21 апреля 1931 г года Калымбет Едилгараев, Абдираман Карагулов, Жубатхан Конысов , Пиримбет Курекеев , Насыр Мамбетеев, Арзакын Нурымбетов , Мустафа Омирбеков, Айжарык Танатаров приговорены к расстрелу.
28 человек отправлены в концлагеря и 16 — в ссылку. Большинство участников Асанского восстания избежали наказания, перебравшись в Каракалпакстан и Узбекистан. 27 ноября 1989 года прокуратурой Кызылординской области дело об Асанском восстании было пересмотрено, его участники реабилитированы.

## Увековечивание памяти
В поселке Айтеке би Казалинского района Кызылординской области Казахстана установлен памятник жертвам Асанского восстания..

## Комментарии
1. ↑  Абдухалык
2. ↑  Едильгараев
3. ↑  Абдрахман
4. ↑  Конусов Джубайткан
5. ↑  Куркеев Примбай
6. ↑  Маметеев
7. ↑  Нурымбетов Арызахун
8. ↑  Умирбеков

## Дополнительные ссылки
- Официальный сайт МВД РК - ПОИСК ПО РАЗДЕЛУ "МЕМОРИАЛ"
- Открытый список
- Репрессированная Россия Книга Памяти